# Bahatschewe
Bahatschewe (ukrainisch Багачеве) ist eine Stadt in der Oblast Tscherkassy in der Ukraine mit knapp 16.000 Einwohnern.

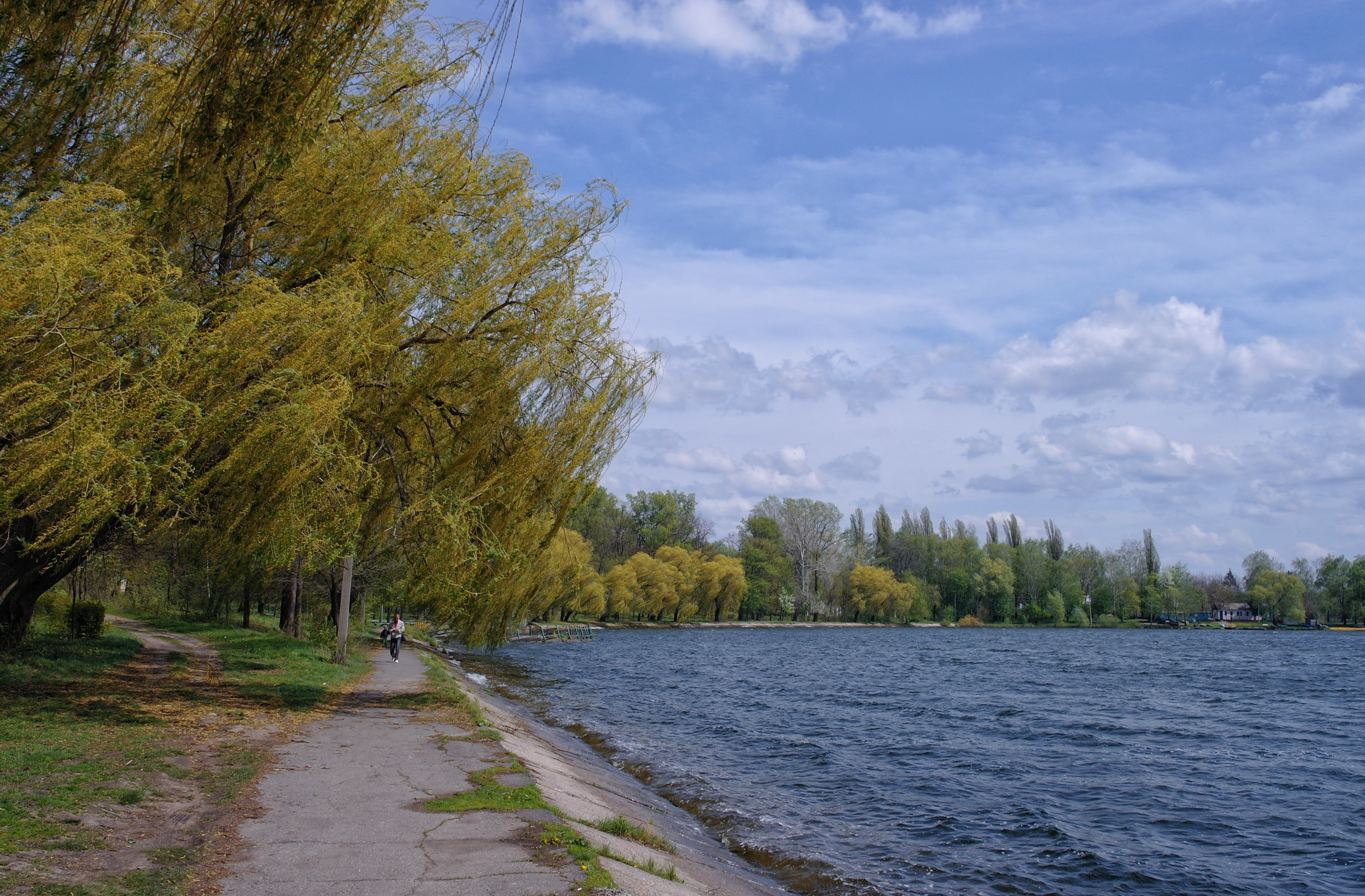
Blick in den Stadtpark

## Geschichte
Die am Reißbrett entworfene Stadt wurde 1947 gegründet und nach dem sowjetischen Armeegeneral Nikolai Fjodorowitsch Watutin benannt, der während des Krieges von ukrainischen Nationalisten schwer verwundet wurde und an den Folgen starb. Die ersten Gebäude der Stadt wurden unter anderem  von deutschen Kriegsgefangenen erbaut. Seit dem Zerfall der Sowjetunion 1991 ist die Stadt ein Teil der unabhängigen Ukraine, am 26. Juni 1992 wurde sie unter Oblastverwaltung gestellt, seit Juli 2020 ist sie Teil des Rajons Swenyhorodka. 2024 wurde die Stadt in Bahatschewe umbenannt.

## Wirtschaft
Watutine liegt an der Bahnstrecke Uman–Tscherkassy. Obwohl der Bahnhof in der Nähe des Stadtzentrums liegt, heißt die Station „Bagatschewe“. Hier befindet sich auch die Busstation, von der mehrmals täglich Autobusse zu allen umliegenden Städten in mittlerer Entfernung wie Kiew, Uman und Tscherkassy fahren. Bis in die 1990er Jahre wurde in Watutine Kohle im Tagebau gewonnen die zum Teil in einer Brikettfabrik vor Ort weiterverarbeitet wurde. Nach dem Zerfall der Sowjetunion wurde die Kohleförderung eingestellt und alle damit zusammenhängenden Betriebe wurden stillgelegt.

## Infrastruktur
Das Stadtzentrum wird vom Watutin-Prospekt, der Hauptstraße, durchzogen, an dem sich der Kulturpalast befindet. Es gibt dort ein ganzjähriges Veranstaltungsprogramm. Die Stadt verfügt über mehrere Schulen und Kindergärten. Seit einigen Jahren bemüht sich die Verwaltung, Industrie-, Dienstleistungs- und Gewerbebetriebe auszubauen und neu anzusiedeln. Es gibt eine Brotfabrik, ein Fleischkombinat, eine mit französischer Beteiligung betriebene Schamottfabrik und mehrere mittelständische Betriebe.
Die Umgebung von Watutine ist landwirtschaftlich geprägt. Es gibt auch ausgedehnte bewirtschaftete Wälder, die einen hohen Erholungs- und Freizeitwert haben.

## Lage und Umgebung
Watutine liegt am Fluss Schpolka (ukrainisch Шполка), der dort zu einem See gestaut ist. Watutine wird vom Rajon Swenyhorodka umschlossen. In diesem Rajon befindet sich das Dorf Schewtschenkowe, das nach dem bedeutendsten ukrainischen Dichter, Maler und Schriftsteller Taras Schewtschenko benannt ist. Es gibt dort ein Museum in seinem Geburtshaus. Watutine liegt ca. 200 km südlich der Landeshauptstadt Kiew und kann über Straßen- und Schienenverbindungen erreicht werden. Ein lokaler Fernsehsender bringt zu bestimmten Tageszeiten Nachrichten und Wissenswertes über Watutine und Umgebung.

## Verwaltungsgliederung
Am 12. Juni 2020 wurde die Stadt zum Zentrum der neugegründeten Stadtgemeinde Watutine (ukrainisch Ватутінська міська громада/Watutinska miska hromada), zu dieser zählen auch die 4 in der untenstehenden Tabelle aufgelisteten Dörfer, bis dahin bildete sie zusammen mit dem Dorf Skalywatka die gleichnamige Stadtratsgemeinde Watutine (Ватутінська міська рада/Watutinska miska rada) unter Oblastverwaltung im Südosten des ihn umgebenden Rajons Swenyhorodka.
Am 17. Juli 2020 kam es im Zuge einer großen Rajonsreform zum Anschluss des Rajonsgebietes an den Rajon Swenyhorodka.
Folgende Orte sind neben dem Hauptort Watutine Teil der Gemeinde:
| Name                     | Name         | Name                              |
| ukrainisch transkribiert | ukrainisch   | russisch                          |
| ------------------------ | ------------ | --------------------------------- |
| Jurkiwka                 | Юрківка      | Юрковка (Jurkowka)                |
| Skalywatka               | Скаливатка   | Скалеватка (Skalewatka)           |
| Steziwka                 | Стецівка     | Стецовка (Stezowka)               |
| Tschytschyrkosiwka       | Чичиркозівка | Чичиркозовка (Tschitschirkosowka) |

## Kultur
Das Stadtfest wird am 26. August, dem Tag des Bergmanns, begangen und mit einem umfangreichen Kulturprogramm gefeiert.